# Eleição municipal de Araucária em 1947
A eleição municipal de Araucária de 1947 ocorreu no dia 16 de novembro, junto dos municípios que estavam aptos a eleger prefeitos e vereadores. O prefeito eleito administraria a cidade a partir de 1º de fevereiro de 1948 e seu sucessor seria eleito em 1951. A eleição foi a única realizada no governo de Eurico Gaspar Dutra. Os eleitores araucarienses puderam escolher entre apenas três candidatos a prefeito, além de diversos a vereador.
Alderico Zanardini Ozório era tesoureiro da União Democrática Brasileira em Araucária. Na época, o cargo de vice-prefeito não havia sido instalado, logo, apenas o prefeito compunha a chapa. Sua eleição consolidou a força da UDN no município, que havia sido um dos únicos 2 que haviam votado em Eduardo Gomes para presidente em 1945.

## Resultados

### Eleição para prefeito
Conforme dados do TSE, foram computados 1.556 votantes, sendo 1.531 válidos, 11 brancos e 14 nulos. O resultado completo da eleição para prefeito é:
| Alderico Zanardini Ozório UDN | 793 | 51,80% |
| Alberto Dalla Bona PSD        | 413 | 26,97% |
| Vicente Faraco PTB            | 325 | 21,23% |
| Fontes:                       |     |        |

### Eleição para vereador
Ao todo, foram eleitos 9 vereadores, tendo influência do quociente eleitoral. Os eleitos na ocasião são:
| Candidato(a)               | Partido | Votos | Percentual |
| -------------------------- | ------- | ----- | ---------- |
| Estanislau Lesniowski      | UDN     | 182   | 11,88%     |
| Miceslau Jasiocha          | UDN     | 124   | 8,10%      |
| Álvaro Cantador            | PSD     | 120   | 7,83%      |
| José Hayduck               | UDN     | 111   | 7,25%      |
| Romualdo Sobocinski        | UDN     | 93    | 6,07%      |
| Boleslau Wsorek            | UDN     | 81    | 5,30%      |
| Archelau de Almeida Torres | PSD     | 80    | 5,22%      |
| Francisco Ribeiro Cardoso  | PTB     | 61    | 3,98%      |
| Francisco Skraba           | UDN     | 49    | 3,20%      |